# Siebenbrunn (Trebgast)
Siebenbrunn (oberfränkisch: Siembrunn)  ist ein Gemeindeteil der Gemeinde Trebgast im Landkreis Kulmbach (Oberfranken, Bayern). Siebenbrunn liegt in der Gemarkung Lindau.

## Geographie
Die Einöde liegt an einem schmalen Kamm, der den Rauhen Berg im Nordwesten mit dem Hohenberg im Südosten verbindet. Eine Gemeindeverbindungsstraße führt nach Lindau zur Kreisstraße KU 29 (0,4 km nordöstlich) bzw. nach Schwingen (0,8 km südwestlich).

## Geschichte
In einem Nachtrag von 1436 zum Landbuch der Herrschaft Plassenberg (Amt Kulmbach) wurde der Flurname „Siebenbrunn“ erstmals erwähnt. Siebenbrunn bedeutet sieben Quellen.
Siebenbrunn gehörte zur Realgemeinde Lindau. Gegen Ende des 18. Jahrhunderts bestand Siebenbrunn aus 2 Anwesen. Das Hochgericht übte das bayreuthische Stadtvogteiamt Kulmbach aus. Das Stiftskastenamt Himmelkron war Grundherr beider Tropfgütlein.
Von 1797 bis 1810 unterstand der Ort dem Justiz- und Kammeramt Kulmbach. Mit dem Gemeindeedikt wurde Siebenbrunn dem 1811 gebildeten Steuerdistrikt Lindau und der 1812 gebildeten gleichnamigen Ruralgemeinde zugewiesen. Am 1. Januar 1972 wurde Siebenbrunn im Zuge der Gebietsreform in Bayern nach Trebgast eingegliedert.

### Einwohnerentwicklung
| Jahr      | 001818 | 001861 | 001871 | 001885 | 001900 | 001925 | 001950 | 001961 | 001970 | 001987 |
| Einwohner | *      | 24     | 18     | 6      | 7      | 5      | 20     | 12     | 1      | 2      |
| Häuser    | *      |        |        | 2      | 1      | 1      | 1      | 1      |        | 1      |
| Quelle    | [ 8 ]  | [ 11 ] | [ 12 ] | [ 13 ] | [ 14 ] | [ 15 ] | [ 16 ] | [ 17 ] | [ 18 ] | [ 1 ]  |

## Religion
Siebenbrunn ist evangelisch-lutherisch geprägt und nach St. Johannes (Trebgast) gepfarrt.